# Андраш Урбан
Андраш Урбан (Сента, 1970) српски је позоришни редитељ.

## Биографија
Као седамнаестогодишњак формирао је позоришну трупу AIOWA.
Дипломираo je режију 2000. године на Академији у Новом Саду у класи професора Боре Драшковића.
Од 2005. обавља функцију управника мађарског градског позоришта „Деже Костолањи” у Суботици.
Оснивач је интернационалног позоришног фестивала Desire Central Station.
Урбан је аутор је кратких филмова „Нико и неко”, „Стакло”, „Као да нас и нема”.
Написао је књигу приповедака „Партизан из зоре”.
Учесник је неколико домаћих и интернационалних пројеката у области културе и уметности.
Режирао је дела Бихнера, Шекспира, Дуковског, Арабала, Бекета и других аутора. До сада је Режирао преко 40 комада у градовима Србије, региона и Европе.
Живи и ради у Суботици.

## Награде
- Стеријина награда, 2016.[4]
- Награда Бојан Ступица[5]

## Одабрана театрографија
- Бура, 11.03.2009, Ниш, Народно позориште[6]
- The beach, 11.12.2009, Суботица, Позориште Kosztolányi Dezsö[6]
- Бановић Страхиња, 12.02.2010, Суботица, Народно позориште[6]
- A KISNYOVI RÓZSA, 07.10.2010, Суботица, Позориште Kosztolányi Dezsö[6]
- Ожалошћена породица, 09.04.2011, Ниш, Народно позориште[6]
- BÉRES MÁRTA ONE-GIRL SHOW, 13.05.2011, Суботица, Позориште Kosztolányi Dezsö[6]
- Dogs and drugs, 09.11.2011, Суботица, Позориште Kosztolányi Dezsö[6]
- Јулије Цезар, 16.12.2011, Суботица, Народно позориште[6]
- Pass-port Europa, 30.11.2012, Суботица, Позориште Kosztolányi Dezsö[6]
- Коштана, 18.10.2013, Суботица, Народно позориште[6]
- Кратка прича о антихристу, 24.01.2015, Београд, Битеф театар[6]
- Родољупци, 30.10.2015, Београд, Народно позориште[6]
- Гоголанд, 22.03.2016, Сомбор, Народно позориште[6]
- Magyar, Суботица, Позориште Kosztolányi Dezsö[6]
- Сумњиво лице, 26.06.2016, Београд, Народно позориште[6]
- What is Europe, МЕСС[7]
- Мефисто, Позориште Атријум, Будимпешта[8]
- У име Господа, 16.06.2018, Суботица, Позориште Kosztolányi Dezsö[6]
- Факултет за позоришног гледаоца, 19.01.2019, Суботица, Позориште Kosztolányi Dezsö[6]
- М.И.Р.А, 03.03.2019, Београд, Битеф театар[6]
- Крај није рај, 26.10.2019, Суботица, Позориште Kosztolányi Dezsö[6]
- Поетика гледања, 29.12.2019, Суботица, Позориште Kosztolányi Dezsö[6]
- Догвил, 31.10.2020, Суботица, Позориште Kosztolányi Dezsö[6]
- Поетика гледања, 14.05.2021, Суботица, Позориште Kosztolányi Dezsö[6]
- Час анатомије, Српско народно позориште[6][9]